# 斯泰弗森特 (纽约州)
斯泰弗森特（英語：Stuyvesant，/ˈstaɪvəsənt/）是位于美国纽约州哥伦比亚县的一个镇，地处哥伦比亚县西北角。2010年美国人口普查时，该镇有2027人。斯泰弗森特镇于1823年从金德胡克镇分出，正式建立。9号美国国道从该镇的东南角经过。